# Кафедральна базиліка Нуестра-Сеньйора-дель-Пілар
Кафедральна базиліка Нуестра Сеньйора дель Пілар («Богоматір на колоні», ісп. Basílica de Nuestra Señora del Pilar, араг. Basilica de Nuestra Sinyora d'o Pilar) — найбільша барокова церква в Іспанії та один з найважливіших храмів в країні, розташованій в Сарагосі (другим собором сарагоської архиєпархії є церква Сан-Сальвадор — La Seo).
Базиліка присвячена Діві Марії і названа на честь її об'явлення апостолу Якову в цих місцях близько 40 року н.е. Вважається першою в історії святинею, присвяченою Діві Марії. У центрі базиліки встановлена колона, зроблена з яшми, увінчана статуєю XV століття, що зображає Марію з Немовлям на руках.
Мадонна дель Пілар є покровителькою Іспанського Світу (ісп. Hispanidad), а її свято 12 жовтня є національним святом Іспанії.

## Історія храму
Перша християнська святиня виникла на цьому місці ще в II столітті н. е. і довгий час була невеликою каплицею. У 1118 році, коли Сарагоса була звільнена від мусульман військами короля Альфонсо I, тут була побудована церква в романському стилі, знищена пожежею в 1434 році. На її місці потім виникла церква в готичному стилі, а сучасна будівля побудована в період між 1681 і 1872 роками; останні вежі побудовані у 1907 і 1961 роках.
Під час громадянської війни в Іспанії в 1936—1939 рр. на церкву були скинуті три бомби, але жодна з них не вибухнула.

## Характеристика храму

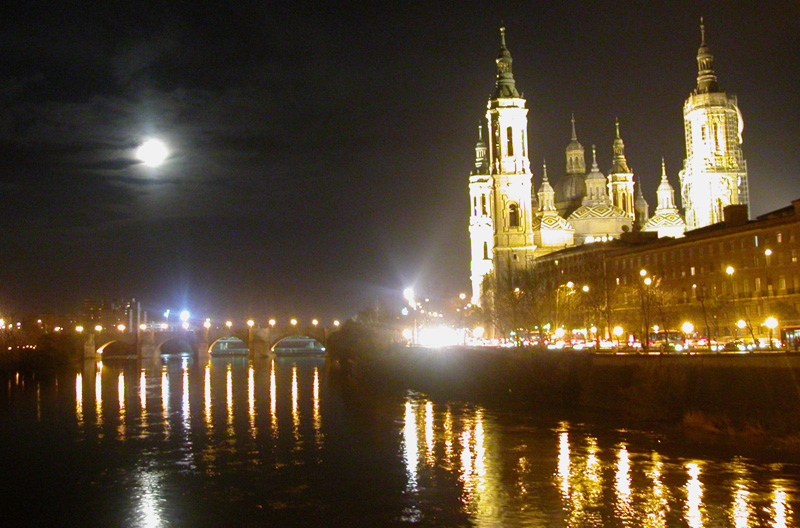
Базиліка в нічний час

Базиліка має 130 метрів в довжину, 67 метрів в ширину, 4 вежі і 11 куполів.
Капели, збудовані навколо знаменитої Святої колони, утворюють церкву в церкві. Три вівтарі, в одному з яких зберігається статуя Діви, купол і склепіння відрізняються незвичайним багатством декору — статуї, мармур, бронза, яшма.
Вівтар вирізаний із алебастру Даміаном Форментом (1505—1515 роки). Центральна частина вівтаря містить композиції, що зображують Різдво Пресвятої Богородиці, Вознесіння і Введення в храм, а в нижній частині розташовані сім сцен, заповнені невеликими рельєфами.

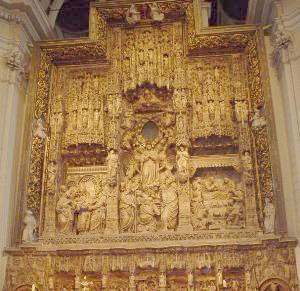
Вівтар базиліки Нуестра Сеньйора дель Пілар, Сарагоса, створений Даміаном Форментом в 1505-15 рр.

Купол, прикрашений фрескою, розписаний в 1773 році. На ній зображено пришестя Святої Діви. Розпис склепінь і куполів базиліки дивний. Розпис зводу Корет — робота молодого Франсиско Гої, в якій відчувається вплив бароко. Крім того, в 1782 році Гойя виконав розпис зводу, що знаходиться збоку від різниці. На фресці зображена Свята Діва в оточенні ангелів, яка ширяє над святими мучениками. Зовнішнє оздоблення купола виконане кахлями азулежу.